# Украинская комиссия по вопросам юридической терминологии
Украинская комиссия по вопросам юридической терминологии (УКППТ) — государственный орган, созданный с целью «обеспечения точного и одинакового употребления юридических терминов в законотворческой работе и в официальных актах». Просуществовала с 1995 по 2000 год.
Комиссия была создана Указом Президента Украины №458/1995 от 19 июня 1995. Основными задачами комиссии были:
- изучение законодательного материала с целью определения и унификации юридической терминологии, составление реестров украинских правовых терминов, заключение юридических словарей;
- подготовка рекомендаций по одинаковому применению юридических терминов в различных отраслях права;
- осуществление терминологически-языковой экспертизы проектов актов законодательства.

В 1996 г. комиссией была утверждена Нормативная таблица для воспроизведения украинских имен собственными средствами английского языка и правил к ней (см. Транслитерация).
Нормативы употребления терминов и имен собственных, утвержденные Украинской комиссией по вопросам юридической терминологии, считались
обязательны для применения в законодательных и официальных актах.
Состав комиссии и ее глава утверждались Президентом Украины. Организационное и другие виды обеспечения деятельности Комиссии осуществлял Украинский юридический фонд.
Комиссия прекратила деятельность согласно Указу Президента Украины «О ликвидации некоторых консультативных, совещательных и других органов» от 14 июля 2000 года.